# Plano de Moulton

El plano de Moulton. Para las líneas descendentes hacia la derecha, su pendiente se duplica cuando cruzan el eje y.

En geometría de incidencia, el plano de Moulton es un ejemplo de un plano afín en el que el teorema de Desargues no se cumple. Debe su nombre al astrónomo estadounidense Forest Ray Moulton (1872–1952). Los puntos del plano de Moulton son simplemente los puntos del plano real R2 y las líneas son líneas regulares, con la excepción de que para las líneas con pendiente negativa, esta se duplica cuando cruzan el eje y.

## Definición formal
El plano de Moulton es una estructura de incidencia {\displaystyle {\mathfrak {M}}=\langle P,G,{\textrm {I}}\rangle }, donde {\displaystyle P} denota el conjunto de puntos, {\displaystyle G} es el conjunto de líneas y {\displaystyle {\textrm {I}}} es la relación de incidencia "se encuentra en"
{\displaystyle P:=\mathbb {R} ^{2}\,}
{\displaystyle G:=(\mathbb {R} \cup \{\infty \})\times \mathbb {R} ,}
{\displaystyle \infty } es solo un símbolo formal para un elemento {\displaystyle \not \in \mathbb {R} }. Se utiliza para describir líneas verticales, que se pueden identificar como líneas con una pendiente infinitamente grande.
La relación de incidencia se define como sigue:
Para {\displaystyle p=(x,y)\in P} y {\displaystyle g=(m,b)\in G} se tiene que
{\displaystyle p\,{\textrm {I}}\,g\iff {\begin{cases}x=b&{\text{si }}m=\infty \\y={\frac {1}{2}}mx+b&{\text{si }}m\leq 0,x\leq 0\\y=mx+b&{\text{si }}m\geq 0{\text{ ó }}x\geq 0.\end{cases}}}

## Aplicación
El plano de Moulton es un plano afín en el que el teorema de Desargues no se cumple. El plano proyectivo asociado consecuentemente también es no-desarguiano. Esto significa que existen planos proyectivos no isomorfos a {\displaystyle PG(2,F)} para cualquier conjunto con estructura de anillo de división F. Aquí {\displaystyle PG(2,F)} es el plano proyectivo {\displaystyle P(F^{3})} determinado por un espacio vectorial tridimensional sobre el campo (sesgado) F.